# Targeta sintonitzadora de televisió

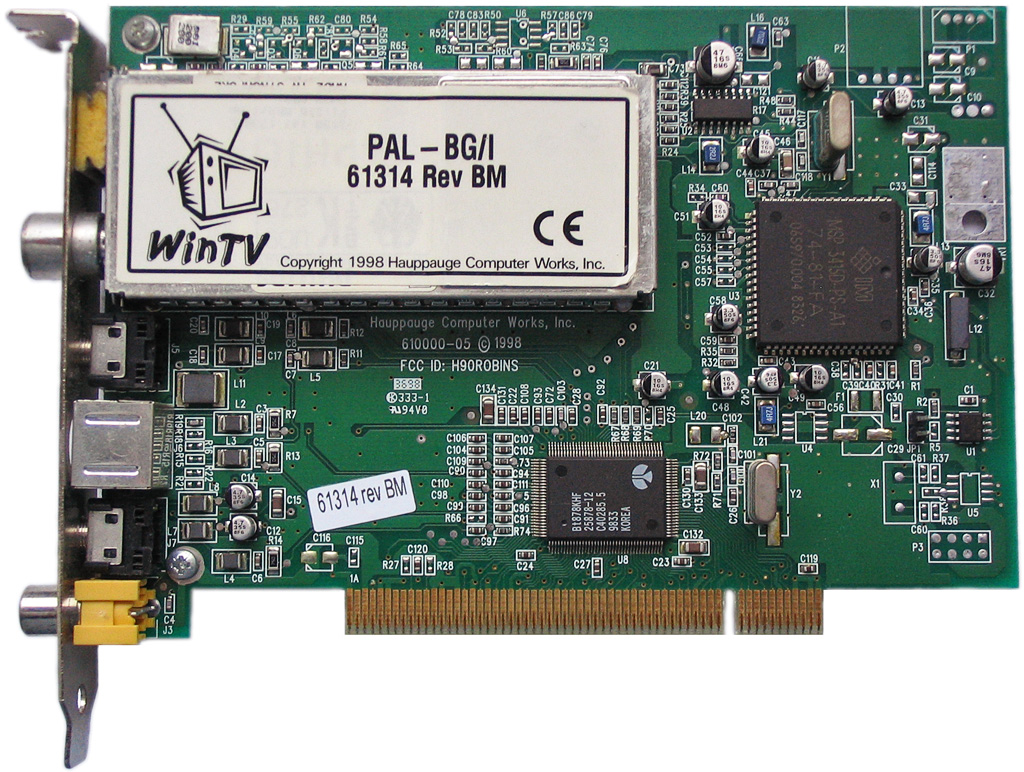
Hauppauge WinTV TV tuner card with the popular Bt878 chip

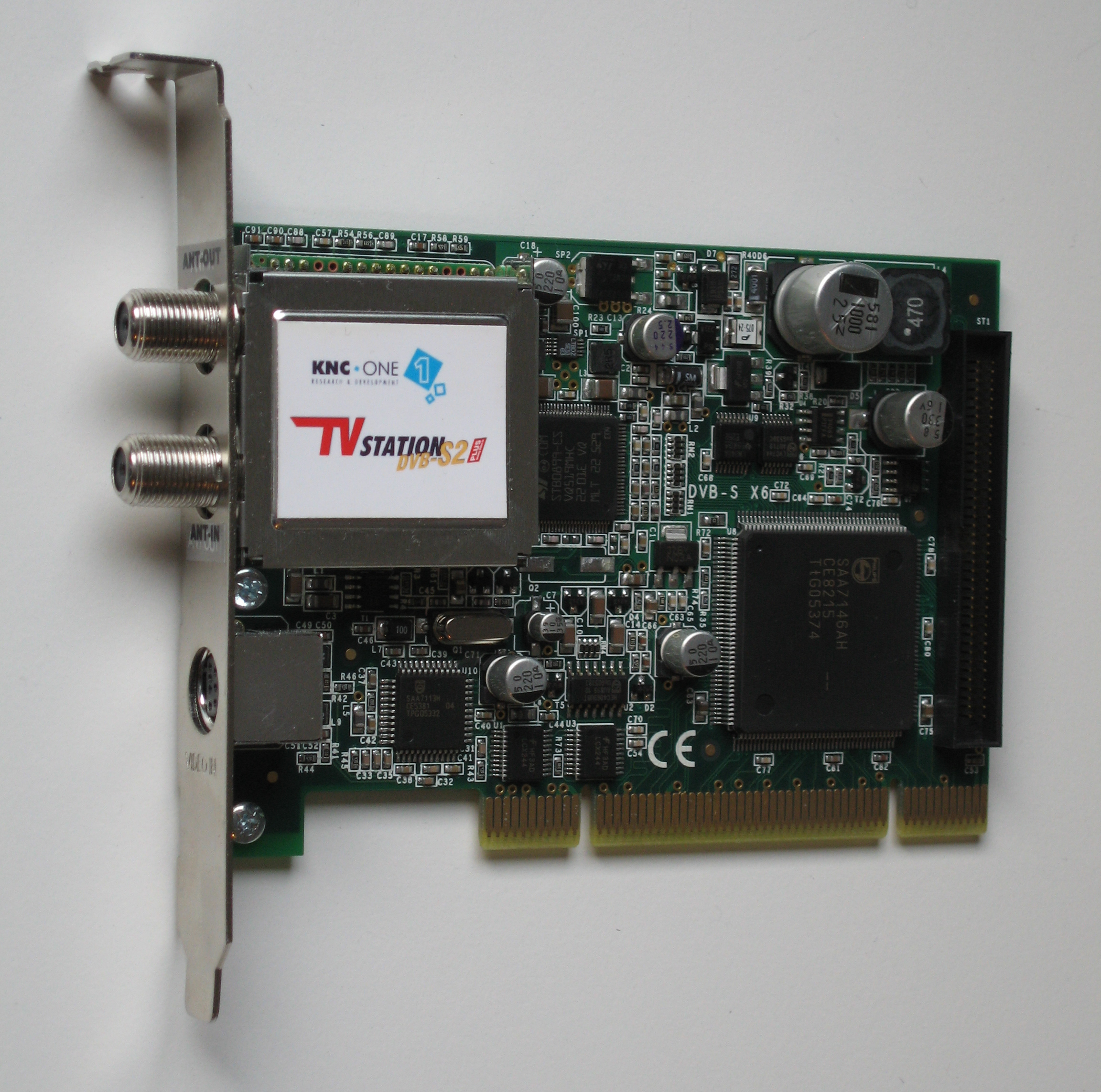
A DVB-S2 tuner card

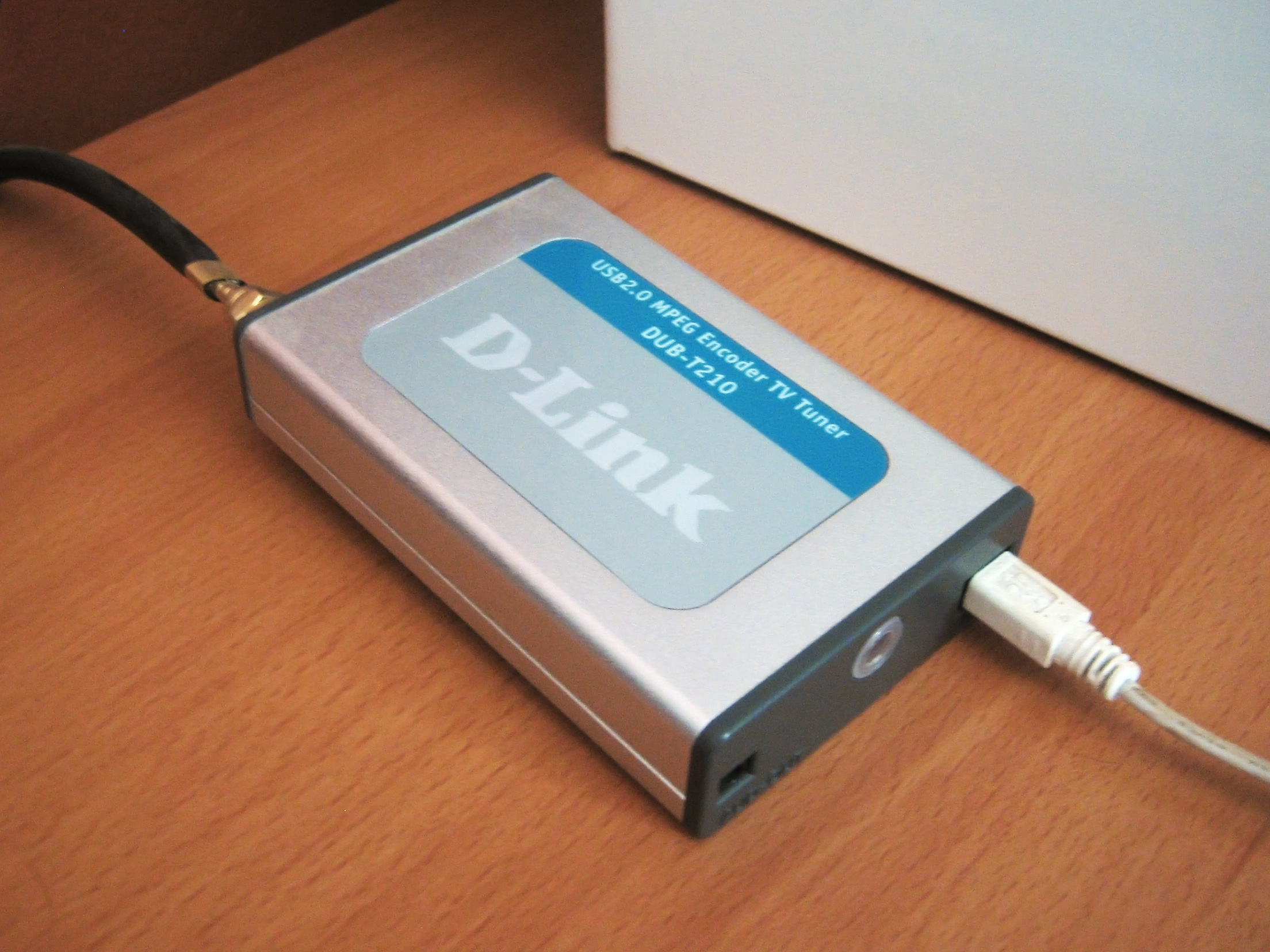
D-Link external TV tuner

Una  targeta sintonitzadora de televisió (o sintonitzadora de satèl·lit) és un perifèric que permet veure els diferents tipus de televisió a la pantalla d'ordinador. La visualització es pot fer a pantalla completa o en mode finestra. El senyal de televisió entra en la presa d'antena de la sintonitzadora i pot procedir d'una antena de televisió (externa o portàtil) o bé d'una emissió de televisió per cable.
Aquest perifèric pot ser una targeta d'expansió, generalment de tipus Peripheral Component Interconnect, o bé un dispositiu extern que es connecta al port USB. Els models externs codifiquen la gravació per programa, és a dir, que és el processador de l'ordinador qui realment fa tota la feina. En canvi alguns models interns realitzen la codificació de la gravació mitjançant un xip codificador, és a dir que és la mateixa targeta qui ho fa, alliberant d'aquesta tasca al processador de l'ordinador. En conseqüència, en un mateix ordinador es podrà efectuar una gravació de qualitat (sense pèrdua de quadres) a més gran resolució digital amb una sintonitzadora interna que amb una d'externa.
Aquestes targetes també poden ser usades per captar senyals d'alguna font de vídeo externa com càmeres filmadores, reproductors de DVD o VHS, etc. i a la vegada fer-ne difusió a través d'un codificador de vídeo (com Windows Encoder) per transmetre-les per Internet.
Les sintonitzadores es distribueixen amb els seus drivers i un programari que permet la sintonització, memorització, visualització i gravació directa o programada dels canals. També hi ha programaris gratuïts de tercers que funciona amb qualsevol targeta sintonitzadora i que en molts casos millora la qualitat de la visualització i de la gravació obtinguda per l'aplicació original de la sintonitzadora:
- dScala
- Kastor TV
- MythTV
- Tvtime
- Xawtv
- Zapping

Les sintonitzadores permeten la visualització de teletext i disposen de comandament a distància per infrarojos. Venen amb un receptor per a aquest comandament, que es connecta a un port de l'ordinador, generalment el COM1. És possible utilitzar el comandament per controlar altres aplicacions de l'ordinador mitjançant un programari específic (per exemple: LIRC) que converteix els botons premuts en el comandament en codis de teclat. Per exemple el programari pot convertir la pulsació de la tecla "Play" del comandament a la pulsació de la tecla "P" del teclat de l'ordinador.

## Tipus
Actualment existeixen diferents tipus de sintonitzadores, segons el tipus d'emissió de televisió que vulguem rebre a l'ordinador:
- Analògiques. Sintonitzen els canals analògics rebuts per antena (la televisió "de tota la vida") i/o per cable (per exemple de la companyia espanyola ONO).
- Digitals. Les de tipus DVB-T (les més habituals) sintonitzen els canals de la televisió digital terrestre TDT, que es rep per antena. Les de tipus DVB-C sintonitzen els canals de la televisió digital per cable, però no els de TDT. (Hi pot haver models "combinats" DVB-T/C).
- Satèl·lit. Les de tipus DVB-S sintonitzen els canals de la televisió rebuts per antena parabòlica (per exemple, del satèl·lit Hispasat). (Hi ha models "combinats" DVB-T/S)

També hi ha models híbrids, que són capaços de sintonitzar al mateix temps dos o més d'aquests tipus d'emissió. Alguns models afegeixen també la sintonització de ràdio FM.
Les sintonitzadores analògiques suporten un sistema de color determinat: PAL, SECAM o NTSC.
Afegint a lo abans esmentat, ja hi ha un sintonitzador o antena tipus (wifi) que captura tot tipus d'emissions, que rep també les emissions de satèl·lit, i també inclou el respectiu programari.